# Comando logistico della Marina Militare
Il Comando logistico della Marina Militare, in acronimo MARICOMLOG, è un Alto comando della Marina Militare italiana, facente parte delle aree di vertice e responsabile della gestione delle esigenze logistiche della forza armata. 
MARICOMLOG, che ha la sua sede a Nisida (Na), è stato istituito in seguito alla riorganizzazione della Marina Militare, quando l'Ispettorato per il supporto logistico e dei fari, in acronimo NAVISPELOG, a partire dal 30 aprile 2013 è stato riconfigurato in Comando logistico della Marina, mantenendo la medesima struttura organizzativa incorporando il Reparto Logistico e il Reparto Infrastrutture dello Stato maggiore della Marina, per raggruppare sotto un unico Comando la responsabilità del mantenimento in efficienza della componente aeronavale e dei segnalamenti marittimi, nonché delle acquisizione di beni e servizi per tutta la Marina Militare, qualificandosi come uno dei tre Comandi Centrali della Marina Militare insieme a quello Operativo di Roma e della Formazione ad Ancona.
Dal Comando Logistico della Marina Militare dipendono per compiti e funzioni logistiche il Comando Logistico del Nord, del Sud, della Sicilia e della Capitale.
I comandi logistici d'area dipendono per compiti e funzioni territoriali dal Capo di Stato maggiore della Marina e per compiti e funzioni logistiche dal Comando logistico.
Dal 1º novembre 2013 il Comando logistico è stato trasferito da Roma a Nisida presso Napoli e, nel contempo, è stata costituita la Direzione Fari e Segnalamenti, che dopo avere inizialmente mantenuto la sua sede a Roma, a partire dal 15 marzo 2014 è stata trasferita a Napoli.

## Organizzazione
Il Comando logistico della Marina Militare è retto da un ammiraglio di squadra o da un ammiraglio ispettore capo del Genio o delle armi navali ed è alle dirette dipendenze del Capo di stato maggiore della Marina.
Dall'ispettore dipendono il vice ispettore, l'ufficio di coordinamento generale, l'ufficio dell'ispettore, l'assistente consigliere tecnico, la segreteria particolare, il servizio locale di prevenzione e protezione, i direttori degli arsenali di La Spezia, Taranto e di Augusta, di Marinalles La Spezia, dei centri tecnici e degli enti scientifici, quali il Centro esperienze idrodinamiche della Marina Militare (CEIMM) di Roma, mentre l'Istituto idrografico della Marina di Genova, che in precedenza era alle dipendenze dell'Ispettorato per il supporto logistico e dei fari, dopo la riconfigurazione della forza armata è passato alle dirette dipendenze del Capo di Stato maggiore della Marina.
Dal vice Ispettore, che è anche vice Ispettore degli allestimenti, dipendono una segreteria e cinque reparti:
- 1º Reparto: supporto navale
- 2º Reparto: materiali
- 3º Reparto: ingegneria del supporto
- 4º Reparto: fari e Segnalamenti riconfigurato in Direzione Fari e Segnalamenti
- 5º Reparto: allestimenti

I cinque Reparti sono suddivisi in Uffici e Segreterie.
Con la creazione del Comando logistico della Marina Militare, i Comandi dipartimentali di La Spezia Taranto e Augusta sono stati riconfigurati in Comandi Logistici di Area rispettivamente Nord, Sud e Sicilia, assumendo la responsabilità dell'intera funzione logistica che insiste sulla loro giurisdizione, garantendo il tal modo l'unicità del comando. Contemporaneamente vengono chiusi il Dipartimento militare marittimo dell'Adriatico e il Comando militare marittimo autonomo della Sardegna, mentre il supporto agli enti centrali verrà assicurato dal Comando Logistico Area Capitale.
Alle dirette dipendenze del Comando logistico della Marina Militare vi è la Sezione del Genio di Napoli, ottenuta dal potenziamento del precedente Ufficio del Genio.

## Riorganizzazione
Dopo la riorganizzazione quello che era il 4º Reparto fari e Segnalamenti è staro riconfigurato nella Direzione Fari e Segnalamenti. Le navi trasporto fari, tutte appartenenti alla Classe Ponza, che in precedenza erano unità dipartimentali, dopo l'ultima riorganizzazione sono state inquadrate nel COMFORAUS, il Comando delle forze ausiliarie.

### Direzione Fari e Segnalamenti
La Direzione Fari e Segnalamenti è l'organo direttivo centrale che ha la responsabilità dello studio, della pianificazione, della direzione e del controllo per quel che riguarda le funzioni di natura tecnica e logistica e rappresenta inoltre l'Autorità nazionale che si esprime sulla adeguatezza della segnaletica marittima alle esigenze della navigazione e nell'ambito della Organizzazione Internazionale del Segnalamento Marittimo.
Alle dipendenze della Direzione Fari e Segnalamenti opera l'Ufficio Tecnico dei Fari, con sede a La Spezia, per lo svolgimento delle funzioni tecniche e logistiche a beneficio dell'intera rete nazionale dei segnalamenti marittimi e degli ausili per la navigazione. L'Ufficio Tecnico dei Fari effettua studi, ricerche e sperimentazioni dei materiali e delle tecnologie da impiegare nel campo della segnaletica marittima e dispone di un'officina e di laboratori può effettuare lavori di manutenzione.

### Comandi Zona Fari
I Comandi Zona Fari, hanno sede a La Spezia, Venezia, Taranto, La Maddalena, Messina e Napoli, quest'ultimo istituito dalla riconfigurazione della Sezione fari Napoli del Comando zona Fari di Taranto. I comandi zona fari dipendevano dal punto di vista funzionale, per gli aspetti tecnici e logistici dai vari dipartimenti marittimi, nella nuova configurazione dipendono dai Comandi Logistici d'area, che li impiegano per assicurare l'efficienza operativa del servizio di segnalamento nell'ambito della propria competenza territoriale. Il Comando zona fari di Napoli è invece alle dirette dipendenze del Comando logistico della Marina. I comandi zona fari sono dotati di officina mista e di magazzino materiali per l'esecuzione dei lavori di riparazione e di manutenzione fino al secondo livello.
Alle dipendenze dei comandi zona fari vi sono le Reggenze dei Segnalamenti Marittimi, organi operativi periferici del Servizio Fari, costituiti, secondo la necessità, in modo da ricoprire complessivamente la totalità delle coste nazionali.